# Superliga de Kosovo 2012-13
La Superliga de Kosovo 2012-13 (Raiffeisen Superliga e Futbollit të Kosovës) fue la 14.ª edición del campeonato de fútbol de primer nivel en Kosovo y la sexta tras la declaración de la independencia. La Temporada comenzó el 1 de agosto de 2012 y terminó el 2 de junio de 2013. El campeón fue el Prishtina.

## Sistema de competición
Un total de 12 equipos participaron entre sí todos contra todos 3 veces, totalizando 33 fechas. Al final de la temporada el primer clasificado se proclamó campeón. por otro lado los dos últimos clasificados descendieron a la Liga e Parë, mientras que el décimo clasificado jugó un play off por la permanencia contra el tercero de la Liga e Parë 2012-13.

## Equipos participantes
| Club            | Ciudad    |
| --------------- | --------- |
| Besa Pejë       | Peć       |
| Drenica         | Skenderaj |
| Drita           | Gjilan    |
| Feronikeli      | Glogovac  |
| Hajvalia        | Pristina  |
| Hysi            | Podujevo  |
| Kosova Vushtrri | Vučitrn   |
| Liria           | Prizren   |
| Prishtina       | Pristina  |
| Trepça          | Mitrovica |
| Trepça'89       | Mitrovica |
| Vëllaznimi      | Gjakova   |

## Tabla de posiciones
| Pos. | Equipo         | PJ | PG | PE | PP | GF | GC | Dif | Pts |
| ---- | -------------- | -- | -- | -- | -- | -- | -- | --- | --- |
| 1.   | KF Prishtina   | 33 | 22 | 7  | 4  | 66 | 26 | +40 | 73  |
| 2.   | KF Trepça'89   | 33 | 16 | 10 | 7  | 43 | 25 | +18 | 58  |
| 3.   | KF Besa        | 33 | 14 | 9  | 10 | 38 | 37 | +1  | 51  |
| 4.   | KF Hajvalia    | 33 | 12 | 10 | 11 | 43 | 40 | +3  | 46  |
| 5.   | KF Feronikeli  | 33 | 12 | 10 | 11 | 33 | 45 | −12 | 46  |
| 6.   | KF Trepça      | 33 | 12 | 9  | 12 | 35 | 34 | +1  | 45  |
| 7.   | KF Drita       | 33 | 11 | 12 | 10 | 44 | 45 | −1  | 45  |
| 8.   | KF Drenica     | 33 | 10 | 13 | 10 | 37 | 38 | −1  | 43  |
| 9.   | KF Hysi        | 33 | 11 | 9  | 13 | 34 | 31 | +3  | 42  |
| 10.  | Llamkos Kosova | 33 | 10 | 12 | 11 | 41 | 34 | +7  | 42  |
| 11.  | KF Vëllaznimi  | 33 | 6  | 9  | 18 | 23 | 43 | −20 | 27  |
| 12.  | KF Liria       | 33 | 2  | 10 | 21 | 22 | 61 | −39 | 16  |

|  | Campeón de Kosovo         |
|  | Promoción de descenso     |
|  | Descenso a la Liga e Parë |

### Promoción de descenso
| Equipo 1       | Resultado | Equipo 2 |
| -------------- | --------- | -------- |
| Llamkos Kosova | 2-1       | Deçani   |

Llamkos Kosova permanece en la Superliga.